# Carl de Laval
Carl Magnus de Laval, född 12 september 1680 på Foxerna, i Eggby socken, död 3 januari 1750 på överstebostället Landsberga i Biskopskulla socken, var en svensk militär.
Carl de Laval var son till major Jean de Laval och Catharina Traill. Han blev dragon vid överste Karassows regemente i Bremen 1699, musketerare vid Kronobergs regemente 1700, furir där 1701, sergeant vid livgardet 1702, fänrik där 1704, kapten vid Gustaf Adam Taubes dragonregemente 1706, major i kung Stanislai av Polens tjänst 1711 och erhöll majors karaktär samma år. 1713 blev de Laval överstelöjtnant hos kung Stanislaus, överstelöjtnant vid Västgöta kavalleriregemente även om det dröjde till januari 1717 innan han tillträdde sin tjänst där. Han var med vid belägringen av Thorn, stormningen av Vepryk och slaget vid Poltava, där han blev tillfångatagen, men lyckades rymma efter två års fångenskap. Han skickades tre gånger till Bender med bud till Karl XII. Därefter kom de Laval att träda i polsk och fransk tjänst, och blev överste 1726, 1741–1748 Upplands regemente och 1748–1749 för Skaraborgs regemente. Carl de Laval blev 1748 riddare av Svärdsorden.